# 979
| [ Edytuj tabelę ]              |                                                   |
| Książę Polski                  | - 960 Mieszko I 992                               |
| Król Anglii                    | - 978 Ethelred II Bezradny 1016                   |
| Hrabia Aragonii i król Nawarry | - 970 Sancho II 994                               |
| Hrabia Barcelony               | - 947 Borrell II 992                              |
| Książę Bawarii                 | - 976 Otton I Szwabski 982                        |
| Książę Burgundii               | - 965 Odo-Henryk 1002                             |
| Cesarz Bizancjum               | - 976 Bazyli II Bułgarobójca 1025                 |
| Car Bułgarii                   | - 977 Roman 997 - 976 Samuel Komitopul 1014       |
| Cesarz Chin                    | - 976 Song Taizong 997                            |
| Książę Czech                   | - 972 Bolesław II Pobożny 999                     |
| Król Danii                     | - 958 Harald Sinozęby 987                         |
| Władca Egiptu                  | - 975 Al-Aziz 996                                 |
| Król Franków zachodnich        | - 954 Lotar 986                                   |
| Król Gruzji                    | - 961 Dawid III 1001                              |
| Hrabia Holandii                | - 939 Dirk II 988                                 |
| Cesarz Japonii                 | - 969 En’yū 984                                   |
| Kalif                          | - 974 At-Ta’i 991                                 |
| Hrabia Kastylii                | - 970 Garcia I Fernandez 995                      |
| Król Khmerów                   | - 968 Dżajawarman V 1001                          |
| Wielki książę Kijowa           | - 978 Włodzimierz I Wielki 1015                   |
| Patriarcha Konstantynopola     | - 974 Antoni III Studyta 980                      |
| Władca Korei                   | - 975 Kyŏngjong 981                               |
| Król Leónu                     | - 966 Ramiro III 984                              |
| Król Munsteru                  | - 978 Brian Śmiały 1014                           |
| Król Norwegii                  | - 974 Harald Sinozęby 987                         |
| Hrabia Palatynatu              | - 945 Hermann Pusillus 994                        |
| Papież                         | - 974 Benedykt VII 983                            |
| Hrabia Portugalii              | - 950 Gonçalo Mendes 999                          |
| Cesarz Rzymski (niemiecki)     | - 973 Otton II 983                                |
| Książę Saksonii                | - 973 Bernard I 1011                              |
| Król Szkocji                   | - 971 Kenneth II 995                              |
| Król Szwecji                   | - 970 Eryk Zwycięski 995                          |
| Doża Wenecji                   | - 978 Vitale Candiano 979 - 979 Tribuno Memmo 991 |
| Książę Węgier                  | - 970 Gejza 997                                   |
| Cesarz Wietnamu                | - 968 Đinh Bộ Lĩnh 979 - 979 Đinh Phế Đế 980      |

Rok 979 / CMLXXIX
stulecia: IX wiek ~
X wiek ~
XI wiek

lata: 969 «
974 «
975 «
976 «
977 «
978 «
979
» 980
» 981
» 982
» 983
» 984
» 989

## Wydarzenia w Polsce
- Zakończona niepowodzeniem wyprawa cesarza Ottona II na Polskę. Mieszko zerwał węzły trybutarne i wasalne z cesarstwem i poślubił Odę, córkę margrabiego Marchii Północnej, Teodoryka.

## Wydarzenia na świecie
- 24 maja (prawdopodobnie) - miała miejsce bitwa pod Pankalią, stoczona podczas bizantyńskiej wojny domowej.
- 8 czerwca – Ludwik V Gnuśny został koronowany na króla zachodnich Franków.

## Urodzili się
- Astryda Obodrycka, królowa Szwecji (ur. ok. 979 - zm. ok. 1035)

## Zmarli
- Đinh Bộ Lĩnh, pierwszy cesarz Wietnamu (ur. 924)
- Thietmar I, margrabia Miśni od 976 roku (ur. ?)
- Vitale Candiano, doża Wenecjii (ur. ?)